# Templo Mayor

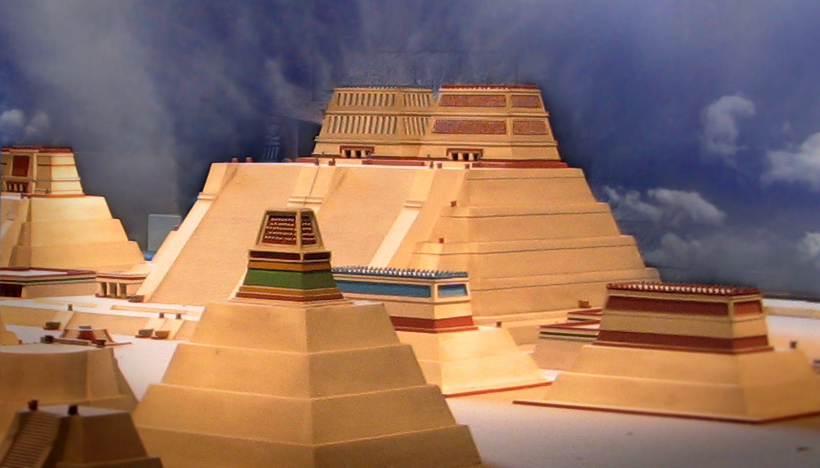
Makieta Templo Mayor

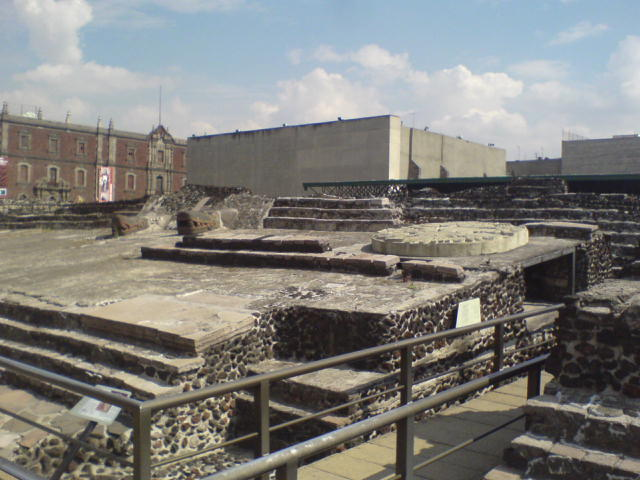
Współczesne pozostałości piramidy

Templo Mayor, Huēy Teōcalli – najważniejsza budowla sakralna Azteków, budowana etapami w XIV w. i XV w. Znajdowała się w centrum azteckiej stolicy Tenochtitlán (jej ruiny znajdują się do dziś w mieście Meksyk) i miała kształt piramidy schodkowej z dwiema świątyniami na szczycie. Świątynie te, wznoszące się na ok. 60 m nad poziom placu u stóp piramidy, były poświęcone Huitzilopochtli (bogu wojny i słońca) oraz Tlalocowi (bogu deszczu i płodności). Hiszpanie po zdobyciu miasta w 1521 roku prawie całkowicie ją zniszczyli jako symbol pogańskiego kultu.
Podczas określonych świąt w azteckim kalendarzu (wbrew potocznym wyobrażeniom – nie codziennie) w Templo Mayor składano m.in. krwawe ofiary z ludzi w celu przebłagania bogów i zapewnienia pomyślności społeczeństwu Azteków. Kapłani wycinali ofiarom serca (jak obliczono wyrwanie serca mogło zajmować wprawnemu kapłanowi ok. 10 sekund), skrapiali posągi bogów krwią i wrzucali serce do kamiennej misy z kanalikami odprowadzającymi krew. Ciało wyrzucano na schody świątyni. Ofiarami byli najczęściej jeńcy wojenni, dlatego m.in. Aztekowie prowadzili liczne wojny (tzw. kwietne wojny) z innymi ludami dzisiejszego Meksyku.
W 1487 roku, z okazji ukończenia Templo Mayor, uśmiercono – według różnych źródeł – od 3 do 84 tys. ofiar. Ze względu na znaną skłonność konkwistadorów do przesady oraz ograniczenia „techniczne” ceremonii (wielkość placu na szczycie świątyni, ograniczona liczba kapłanów i ofiar, czas potrzebny na każdą egzekucję, itp.) bardziej prawdopodobne wydają się szacunki bliższe dolnej granicy.
Kompleks świątynny Templo Mayor tworzyły też liczne mniejsze budynki, platformy i rampy otaczające główną piramidę. Wejście wiodące na szczyt piramidy głównej zdobione było tzw. tzompantli (w języku nahuatl prawdopodobnie „stojak”, „pojemnik” lub „ściana czaszek”) – rodzajem drewnianego rusztowania, na którym wystawiano czaszki uprzednio złożonych ofiar – jeńców, niewolników, przegranych w rytualnej grze w piłkę, a także osób dobrowolnie oddających swe życie bogom w ofierze za pomyślność państwa lub swoich bliskich.